# Худяков, Евгений Лазаревич
Евгений Лазаревич Худяко́в (21 апреля 1906 — 24 ноября 1964) — журналист, заместитель главного редактора газеты «Известия», первый декан факультета журналистики МГУ .

## Биография
Родился в 1906 году в селе Секисовское (Казахстан) в крестьянской семье. От рождения у него не было кисти правой руки.
Закончил сельскую приходскую школу, затем училище. Был учеником и впоследствии другом писателя А. М. Волкова. После окончания Ленинградского комвуза поступил в Московский коммунистический институт журналистики, после войны окончил Высшую партийную школу.
В юности сотрудничал в местных газетах Восточно-Казахстанской области, был членом литературного объединения Звено Алтая, в создании которого принимал участие П. П. Бажов. Первые очерки и рассказы опубликованы в краевой газете Советская степь.
В 1928 году в Усть-Каменогорской типографии отдельной книгой издан его рассказ «Поляна». В 1931 году Евгений Лазаревич становится редактором гурьевской «Рабочей правды», затем семипалатинской «Прииртышной правды». В эти годы изданы его книги «В борьбе за рыбу» и «Страницы былого».
С 1933 года Евгений Лазаревич работал в центральной печати, в газете «Пищевая индустрия»: сначала литсотрудником, а в январе 1938 года стал главным редактором. В 1940 году редактирует газету «Рыбная промышленность». Во время Великой Отечественной войны работал на административных должностях, был награждён орденом «Знак Почёта»
После войны перешёл в газету «Известия»: в 1948 году вошёл в редакционную коллегию, был заведующим экономическим отделом, с 1950 года — заместитель главного редактора. С этого поста в 1952 году он был направлен на только что созданный факультет журналистики МГУ, став его первым деканом. Он также возглавил кафедру истории, теории и практики советской печати, преобразованную в 1963 в две кафедры: теории и практики партийно-советской печати и истории партийно-советской печати.
В 1957 году Евгений Лазаревич издал курс лекций по теории и практике печати, завершил книгу о М. И. Калинине — публицисте, под его редакцией вышло несколько методических пособий для студентов-заочников. Принимал участие в работе оргбюро Московского отделения журналистов, Правлении союза журналистов СССР.
В конце 1963 года в связи с ухудшением состояния здоровья Евгений Лазаревич обратился к ректору МГУ Ивану Петровскому с просьбой об освобождении его от обязанностей декана. 24 ноября 1964 года он умер.

## Награды
- Орден «Знак Почёта» — 1943 год
- Орден Трудового Красного Знамени — 1949 год
- Орден Трудового Красного Знамени — 1961 год[2]